# Lavegadas
Lavegadas ist eine Gemeinde (Freguesia) im portugiesischen Kreis Vila Nova de Poiares. In ihr lebten 174 Einwohner (Stand 19. April 2021).